# محطة سكك هارين
هارين (Ems) هي محطة سكة حديد تقع في إميلين بالقرب من هارين، ساكسونيا السفلى، ألمانيا. المحطة تقع على السكك إمسلاند الحديدية (رين - نورديج) خدمات القطارات يتم تشغيلها من قبل ويستفالنبان (WestfalenBahn).